# Деонтология
Деонтоло́гия, или деонтологи́ческая э́тика (от др.-греч. δέον «должное»), — учение о проблемах морали и нравственности, раздел этики. При вынесении оценки совершённому действию деонтология руководствуется его соответствием или несоответствием определённым правилам. Иногда её называют этикой долга (или долженствования) либо этической системой, основанной на правилах поведения, поскольку именно они лежат в основе понятия долга.

## Общие положения, происхождение термина
Поскольку суть деонтологической этики заключается в том, что действие важнее, чем последствия, то она обычно противопоставляется консеквенциализму, этике добродетели и прагматической этике.
Термин был введён Иеремией Бентамом в его работе «Деонтология, или наука о морали» (англ. Deontology or The Science of Morality) для обозначения теории нравственности как науки о морали. Впоследствии наука сузилась до характеристики проблем человеческого долга, рассматривая долг как внутреннее переживание принуждения, задающегося этическими ценностями. В его современном специализированном значении термин был введен Ч. Д. Броудом в его книге «Пять типов этической теории» (Five Types of Ethical Theory), которая была опубликована в 1930 г.
Отдельными ответвлениями выступают врачебная деонтология, смыкающаяся с понятием медицинской этики и биоэтики, и юридическая деонтология (этика). Сегодня деонтологии юридических профессий — в учебном и нормативно-правовом аспектах — уделяется особое внимание. Во многих странах аспекты деонтологической этики закреплены юридически (Кодекс деонтологии национальной полиции Франции, Положение об этических принципах полицейской службы Великобритании, Этика полицейского ФРГ, Морально-этический кодекс полицейского США.).
На международном уровне также существуют правовые документы, посвящённые деонтологическому кодексу ряда юридических профессий (например, Общий кодекс правил для адвокатов стран Европейского сообщества).

## Этимология
Термин происходит от греч. δέον — «обязанность, долг» и λογία — «учение». Впервые понятие «деонтологический» в его нынешнем понимании было употреблено Чарли Данбаром Броудом в его книге «Пять типов этической теории», опубликованной в 1930 году.
Слово «деонтология» используется и в других языках, преимущественно восходящих к латинскому (французский, каталанский, итальянский, испанский), применительно к понятиям профессиональной этики и профессиональных стандартов, а также непосредственно в отношении понятия деонтологической этики.

## Критика
Карл Маркс дал собственную оценку всей теории Бентама и её автору, назвав его «гением буржуазной глупости». По его мнению, Бентам проповедовал идеологию буржуазного либерализма, отрицая необходимость государственной регламентации частной предпринимательской и торговой деятельности в буржуазно-капиталистическом обществе. Свою роль в этом могла сыграть та известность, которую приобрели концепции Бентама в государственных и научных кругах стран Западной Европы накануне революционных событий середины и конца XIX века. Не мог быть оставлен без внимания и тот успех, который Бентам ещё при жизни имел в США, где штат Луизиана принял в 1830 году кодекс законов, выработанный по его сочинениям. И, пожалуй, наибольшую тревогу должен был вызвать у Маркса тот факт, что незадолго до Июльской революции во Франции учение Бентама распространилось между французскими коммунистами.

## Деонтология в СССР
Официальная идеология не могла не оказать тормозящее влияние на развитие деонтологии в СССР — и как прикладной науки, и как раздела этики, и как методологической основы деонтологических концепций соответствующих разделов частных наук. Упоминание о деонтологической проблематике всегда объективно связывалось с Бентамом и его теоретическими воззрениями: вплоть до девяностых годов практически во всех отечественных работах по медицинской деонтологии и в редких, единичных работах по юридической, генезис понятия «деонтология» рассматривался при непременных оговорках, что Иеремия Бентам, который ввёл в научный оборот это понятие, за целый ряд своих воззрений и концепций подвергался критике классиков учения марксизма-ленинизма. Так, в двухтомнике «Деонтология в медицине» читаем: «Деонтология в буржуазной науке… понимается в утилитарном смысле, который придавал этому термину и Бентам … Он проповедовал, что проведение принципа утилитаризма обеспечит наибольшее счастье наибольшему числу людей».
Учёные Харьковского юридического института В. М. Горшенев и И. В. Бендик в вышедшем в свет в 1988 году пособии «Юридическая деонтология» отмечали, что поводом отрицательного отношения к деонтологии как к прикладной науке была именно критика Маркса в адрес Бентама. Профессор В. М. Горшенев был инициатором преподавания в Харьковском юридическом институте юридической деонтологии в качестве пропедевтической, вводной учебной дисциплины, которая с тех пор стабильно входит в программу обучения юридических вузов Украины.
Идеология крайне ограничила развитие в отечественной литературе научного знания об деонтологии как важной этико-социологической категории, давно и широко использующейся мировой наукой и практикой. Идеология превратилась в важный социологический фактор, в социально значимый тормоз, в проблему, суть которой состояла в восприятии частью профессиональной группы научных работников самого понятия «деонтология» через призму идеологических запретов на всё, что было связано с деонтологической концепцией бентамовского учения.